# Jens-Erik Kirkegaard
Jens-Erik Kirkegaard (* 6. April 1975 in Ilulissat) ist ein grönländischer Politiker.

## Leben
Jens-Erik Kirkegaard absolvierte von 1999 bis 2001 an der Niuernermik Ilinniarfik eine Ausbildung in Informationstechnik und Business. Anschließend arbeitete er als IT-Berater bei KIT. 2007 wurde er Chefberater bei Sermit. Von 2008 bis 2011 absolvierte er nebenher eine Weiterbildung an der Kaufmannsschule in Aarhus im Bereich Management. Nach Abschluss dieser war er bis 2013 Projektleiter bei TELE Greenland. Er ist verheiratet und hat zwei Kinder.
Im selben Jahr ließ er sich bei der Parlamentswahl aufstellen und wurde ins Inatsisartut gewählt. Als Neuling in der Politik wurde er im März 2013 sofort zum Minister für Erwerb und Rohstoffe im Kabinett Hammond I ernannt. Im Oktober 2013 scheiterte ein Misstrauensvotum gegen ihn. Im Januar 2014 erhielt er zudem im Kabinett Hammond II das Ressort Arbeitsmarkt dazu. Am 1. Oktober 2014 verließ er mit mehreren Kollegen und Premierministerin Aleqa Hammond die Regierung, bevor es zu Neuwahlen kam.
Bei dieser Wahl erreichte er nur den dritten Nachrückerplatz der Siumut. Damit konnte er durch die Beurlaubungen der Kabinettsmitglieder dennoch ins Inatsisartut einziehen. Bei der Folketingswahl 2015 kandidierte er ebenfalls. Er erhielt die zweitmeisten Stimmen der Siumut und wurde damit Aleqa Hammonds Stellvertreter. Mit dem Ausscheiden von Martha Lund Olsen aus dem Kabinett verlor er seinen Sitz im Inatsisartut im Januar 2017. Bereits im April rückte er aber für Karl-Kristian Kruse nach. Bei der Parlamentswahl 2018 ließ er sich nicht mehr aufstellen, um mehr Zeit für Familie und Beruf haben zu können. Bei der Folketingswahl 2019 trat er wieder an und wurde Stellvertreter von Aki-Matilda Høegh-Dam. Danach trat er nicht mehr bei Wahlen an. Von 2020 bis 2023 war er Vertreter der Demokraatit in der grönländischen Verfassungskommission.